# Орлово (озеро, Мурманская область)
Орлово — пресноводное озеро на территории городского поселения Зеленоборского Кандалакшского района Мурманской области.

## Общие сведения
Площадь озера — 3,2 км², площадь водосборного бассейна — 26100 км². Располагается на высоте 11 метров над уровнем моря.
Форма озера лопастная. Берега изрезанные, каменисто-песчаные, местами заболоченные.
Через Орлово течёт река Ковда, впадающая в Белое море.
В озере расположено около десяти небольших безымянных островов, рассредоточенных по всей площади водоёма.
К юго-востоку от озера проходит трасса Р21 («Кола»).
Населённые пункты вблизи водоёма отсутствуют.
Код объекта в государственном водном реестре — 02020000611102000001907.